# Warbear (アルバム)
『warbear』（ウォーベアー）は日本のミュージシャン・尾崎雄貴のソロプロジェクト「warbear」の1枚目のアルバム。2017年12月6日に発売。発売元はSME Records。

## 概要
2016年にその活動を終了したGalileo Galileiのフロントマン・尾崎雄貴が約1年半ぶりにリリースした音源。
ワールド・スタンダードに視点を置いた作品群となっているという本作は、札幌市にある自身のスタジオ “わんわんスタジオ”にて、自身によってレコーディングされたものとなっている。
ミックス・エンジニアには、Dinosour Jr.からGroupelove、Fleet Foxes、Band Of Horsesなどのミックスを手掛けたPhil Ek、そしてThe War on Drugs、Joan Osborneenのミックスをはじめ、フィラデルフィアのインディーシーンを支えるBrian McTearをエンジニアに迎え、更に数々の世界的名作を手掛けたGreg Calbiがマスタリングを担当するという、音楽的追求に対峙した作品に仕上がっているという。
アートワークにおいても独自の拘りを見せ、The 1975、Zeddなども手がけるUKの精鋭デザイナー、Samuel Burgess-Johnson（サミュエル・バージェス・ジョンソン）を起用し、CD初回仕様は紙ジャケット仕様となっている。
購入者特典として、先着でアルバムの告知ポスターと、タワーレコード限定でオリジナル缶バッジがプレゼントされた。

## 収録内容
完全生産限定盤はアナログレコード2枚組仕様となっている。
| 全作詞・作曲・編曲: 尾崎雄貴。 |                             |          |            |      |
| #                              | タイトル                    | 作詞     | 作曲・編曲 | 時間 |
| 1.                             | 「車に乗って」              | 尾崎雄貴 | 尾崎雄貴   | 2:52 |
| 2.                             | 「Idea01」                  | 尾崎雄貴 | 尾崎雄貴   | 3:54 |
| 3.                             | 「墓場の蝶」                | 尾崎雄貴 | 尾崎雄貴   | 5:00 |
| 4.                             | 「ウォールフラワー」        | 尾崎雄貴 | 尾崎雄貴   | 4:19 |
| 5.                             | 「トレインは光へと向かう」  | 尾崎雄貴 | 尾崎雄貴   | 4:22 |
| 6.                             | 「Lights」                  | 尾崎雄貴 | 尾崎雄貴   | 4:47 |
| 7.                             | 「罪の国」                  | 尾崎雄貴 | 尾崎雄貴   | 4:46 |
| 8.                             | 「ダイヤモンド」            | 尾崎雄貴 | 尾崎雄貴   | 3:48 |
| 9.                             | 「掴めない」                | 尾崎雄貴 | 尾崎雄貴   | 4:27 |
| 10.                            | 「わからないんだ」          | 尾崎雄貴 | 尾崎雄貴   | 4:25 |
| 11.                            | 「灰の下から」              | 尾崎雄貴 | 尾崎雄貴   | 3:31 |
| 12.                            | 「1991」                    | 尾崎雄貴 | 尾崎雄貴   | 7:17 |
| 13.                            | 「27」                      | 尾崎雄貴 | 尾崎雄貴   | 4:52 |
| 14.                            | 「落ちていく」(BONUS TRACK) | 尾崎雄貴 | 尾崎雄貴   | 2:53 |
| 合計時間:                      | 合計時間:                   | 61:20    |            |      |

### 楽曲について
- Lights
1曲目の先行シングル。2017年11月18日放送のFM802「802 Palatte」にて解禁された[6]。
ミュージックビデオが存在する。12月5日よりスペースシャワーTVにて独占放送された。
- 掴めない
2曲目の先行シングル。2017年11月29日放送のAIR-G「IMAREAL」にて解禁された[7]。

## クレジット
尾崎雄貴
- 作詞・作曲、ボーカル、ギター、ベース、ドラム、キーボード、プログラミング、プロデュース

尾崎和樹
- ドラム、ベース、キーボード、プログラミング

中山賢一
- 共同プロデュース

Dan Wallace
- サクソフォン（M-4, 6, 12,13）

Brian McTear
- サクソフォンプロデュース、アレンジ（M-4, 6, 12,13）

全曲
- レコーディング・エンジニア：尾崎雄貴、尾崎和樹、中山賢一
- レコーディングスタジオ：わんわんスタジオ
- マスタリング・エンジニア：Greg Calbi（英語版）
- マスタリングスタジオ：Sterling Sound（英語版）

墓場の蝶
落ちていく
トレインは光へと向かう
罪の国
- ミキシング・エンジニア：Phil Ek（英語版）
- スタジオ：Electrokitty Recording Seattle, WA

1991
27
車に乗って
Lights
- ミキシング・エンジニア：Brian McTear、Matthew Poirier
- スタジオ：Miner Street Recordings, PA

ダイアモンド
灰の下から
Idea01
掴めない
わからないんだ
ウォールフラワー
- ミキシング・エンジニア：Brian McTear、Matt Schimelfenig
- スタジオ：Miner Street Recordings, PA